# Joe and Mac: Caveman Ninja
Joe & Mac: Caveman Ninja  (Japans: ジョーとマック 戦え原始人, Joe & Mac: Tatakae Genshijin, letterlijk "Joe & Mac: Caveman Combat"),  ook wel bekend als Caveman Ninja is een computerspel dat werd ontwikkeld door Data East en werd uitgegeven door Elite Systems. Het spel kwam in 1991 uit als arcadespel. Later werd het spel uitgebracht voor de Super NES, Mega Drive, Nintendo Entertainment System, Game Boy, Amiga en de pc.

## Spel
Het spel is een zijwaartsscrollend platformspel waarbij het perspectief in de derde persoon wordt getoond. Het spel gaat over de holbewoners Joe en Mac, die door al rennend door levels diverse tegenstanders uit de weg moeten ruimen. Hierbij kunnen zij diverse wapens gebruiken, zoals: boemerangs, botten, vuur, elektriciteit en stenen wielen. Het doel van het spel is een groep meisjes te redden uit handen van een rivaliserende stam.

## Platforms
| Jaar | Platform               |
| ---- | ---------------------- |
| 1991 | Arcade, DOS, NES, SNES |
| 1992 | Amiga                  |
| 1993 | Game Boy               |
| 1994 | Sega Mega Drive        |
| 2010 | Zeebo                  |

## Ontvangst
| Beoordeeld door                 | Jaar | Platform        | Score |
| ------------------------------- | ---- | --------------- | ----- |
| 1UP!                            | 2009 | SNES            | 82%   |
| Sega-16.com                     | 2008 | Sega Mega Drive | 80%   |
| N-Force                         | 1992 | NES             | 77%   |
| Electronic Gaming Monthly (EGM) | 1994 | Sega Mega Drive | 70%   |
| GamePro (US)                    | 1994 | Sega Mega Drive | 70%   |
| Video Games                     | 1992 | SNES            | 70%   |
| Defunct Games                   | 2012 | Sega Mega Drive | 67%   |
| Nintendo Magazine System UK     | 1993 | Game Boy        | 65%   |
| ASM (Aktueller Software Markt)  | 1992 | SNES            | 62%   |
| Power Play                      | 1991 | Arcade          | 60%   |

## Vervolg
Het spel kreeg diverse vervolgen, zoals:
- Congo's Caper (SNES)
- Joe & Mac 2: Lost in the Tropics
- Joe & Mac Returns (Arcade)